# Iglesia de San Nicolás de Chardonnet
Saint-Nicolas-du-Chardonnet es una iglesia católica del centro de París, situada al lado de la Maison de la Mutualité, en el 23 de la calle de los Bernardinos, perteneciente al barrio de Saint-Victor del V distrito.
Desde el 27 de febrero de 1977 ha estado administrada por los católicos de la Fraternidad Sacerdotal San Pío X, La FSSPX fue fundada por el obispo Marcel Lefebvre en 1970 con aprobación de la Iglesia.

## Arquitectura
Construida en el siglo XIII, la iglesia presenta un campanario que fue reconstruido en 1625, al igual que la iglesia actual, también reedificada entre 1656 y 1763, especialmente por Jacques Lemercier. La fachada data de 1934. Esta está compuesta por una torrecuadrada lateral. Es una de las pocas iglesias que no está orientada hacia el este. Esto se debe a que su entrada fue trasladada luego de la construcción del bulevar Saint-Germain, tras las transformaciones de París durante el Segundo Imperio. Esta cuenta con un órgano cuyo aparador data de 1725, y que entre sus creadores se encuentra François-Henri Clicquot.
Cerca de la entrada está Martyre de Saint Jean l'Évangéliste à la Porte Latine, uno de los cuadros juveniles del pintor Charles Le Brun (1619-1690), quien en 1648 fue uno de los fundadores de la Academia francesa y el primer pintor de Luis XIV. Las tumbas de Le Brun y su madre están situadas en la iglesia.
Cuenta con dos de los primeros cuadros de Noël Nicolas Coypel, Sacrifice de Melchisédech y La Manne, pintados en 1713. También hay una gran pintura de Jean-Baptiste Camille Corot, Le Baptême du Christ. Hacia 1930, Pierre-Marie Poisson, célebre por sus esculturas decorativas en grandes paquebotes franceses, trabajó en el portal.

## Historia

### El seminario
En 1612, Adrien Bourdoise fundó el seminario de Saint-Nicolas-du-Chardonnet, adyacente a la iglesia, situado en el futuro lugar de la Mutualité.
Talleyrand recibió las órdenes menores en esta iglesia en 1774.
En 1845, Félix Dupanloup estuvo a cargo del seminario, que contaba con doscientos alumnos en ese entonces. Este lo reformó completamente con la intención de crear un crisol que incluyese a los jóvenes muchachos de familias ricas y la élite de alumnos pobres de los seminarios de la provincia. En 1848, estudiaría aquí Ernest Renan, descendiente de Tréguier, bajo la dirección de Dupanloup, quien luego se convertiría en obispo de Orleans y miembro de la Academia francesa.

### Administrada por católicos tradicionales

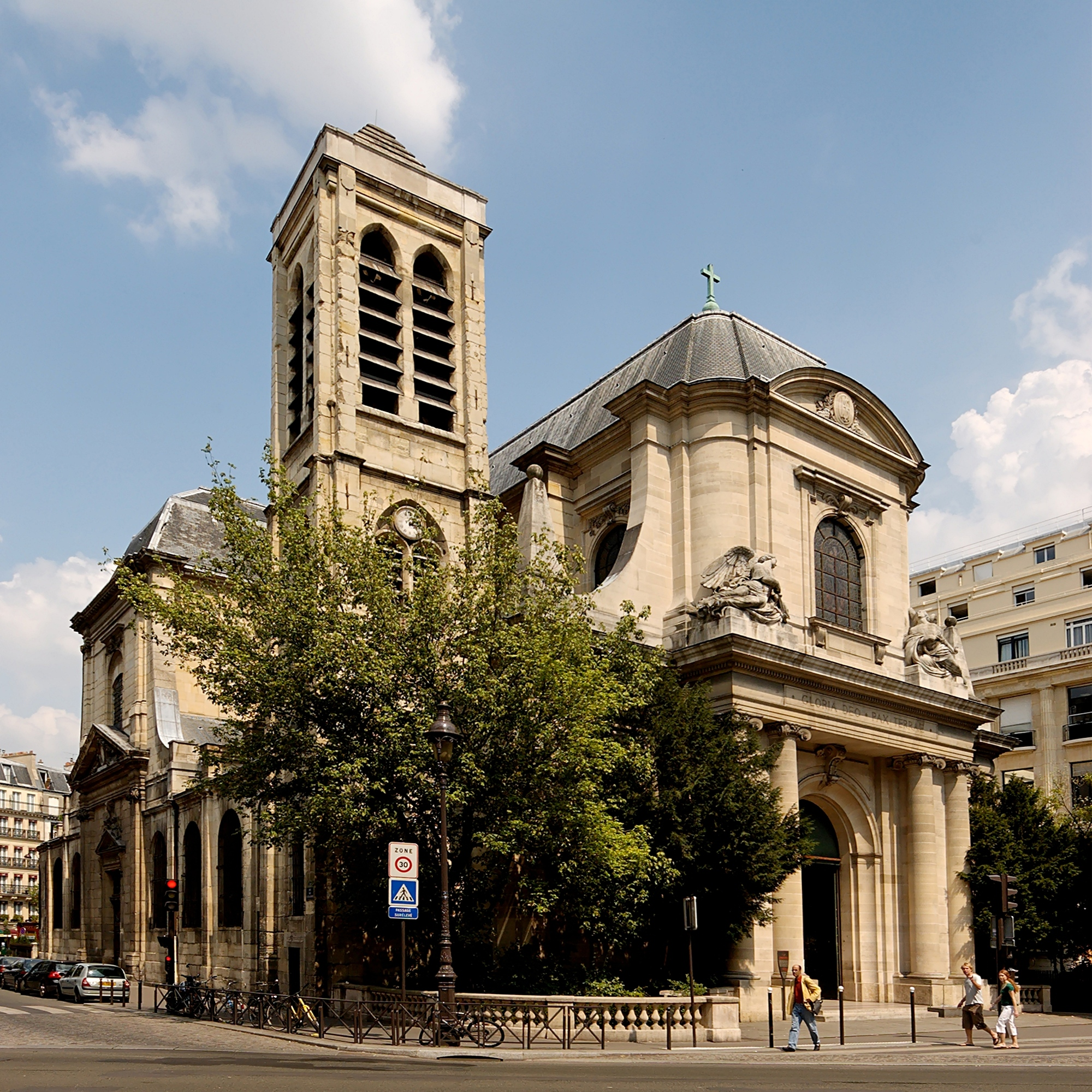
Fachada de la iglesia, vista desde la calle Monge.

Debido a la Ley de 1905 de la Separación de las Iglesias y el Estado, la ciudad de París pasó a ser dueña de Saint-Nicolas-du-Chardonnet, que concedió a la Iglesia católica un libre uso de la misma.
La iglesia se encuentra administrada desde 1977 por la Fraternidad Sacerdotal San Pío X, encabezada por el obispo Monseñor Marcel Lefebvre. Frente a las nuevas demandas del cardenal François Marty, arzobispo de París, los abates Francois Ducaud-Bourget, Louis Coache y Vincent Serralda, tomaron el lugar y se realizó allí una misa, el 27 de febrero de 1977. Posteriormente, expulsaron al sacerdote parroquial Pierre Bellego, a quien se le atribuía el lugar y tomaron la iglesia lo que fue criticado por las autoridades de la ciudad.
En 1978, la Corte de Casación confirmó que la ocupación fue ilegal, pero que la orden de desalojo jamás fue efectuada. El 21 de diciembre de aquel año, una bomba hizo explosión dentro de la iglesia, pero provocó daños menores. Según comentarios, el accidente fue realizado por un grupo llamado las "Brigadas Juveniles".
El 20 de febrero de 1987, el Consejo de Estado determinó que el disturbio al orden público como resultado de un desalojo sería mayor que el de la ocupación ilegal.
En 1993, la Fraternidad Sacerdotal San Pío X, encabezada en ese entonces por Philippe Laguérie, intentó ir otra iglesia parisina, la de St-Germain l'Auxerrois.
El abate Philippe Laguérie, una figura emblemática de los católicos tradicionales en Francia que ejerció como sacerdote en Saint-Nicolas-du-Chardonnet entre 1984 y 1997, es un personaje relativamente mediático ya que participó de varias peleas en La Cinq. Libération.
En 2002, varios ejecutivos de la Fraternidad Sacerdotal San Pío X fueron acusados de "diseminar"propaganda antisemita en Saint Nicolas, pero fueron encontrados inocentes. El 22 de junio de 2002, el condado municipal de París llegó a la conclusión de que la Fraternidad Sacerdotal San Pío X debe ser desalojada de la iglesia, en contra de los deseos del alcalde Bertrand Delanoë, quien lo consideró un tema interno de la iglesia católica, comentando que el arzobispo de París no había solicitado el desalojo de la Fraternidad.
Actualmente, Saint-Nicolas-du-Chardonnet es la única iglesia que la Fraternidad tiene en la ciudad de París, y aunque esta no es su sede oficial en Francia es vista como su iglesia principal.

## Misas y ceremonias
En un domingo normal hay cerca de seis misas seguidas, casi sin interrupciones.
Cuatro grandes procesiones religiosas reúnen a los fieles durante las fiestas católicas, el 15 de agosto, por el Domingo de Ramos, Corpus Christi y la Asunción de María, y el 8 de diciembre, por la misa con antorchas en honor a la Inmaculada Concepción.
Cada año se realizan aquí dos misas conmemorativas: 
- Una en memoria de las víctimas de Argel fusiladas en la calle Isly, el 26 de marzo de 1962, que manifestaban a favor de la Argelia francesa.
- Una en memoria del rey Luis XVI.

## Personas famosas enterradas en Saint-Nicolas-du-Chardonnet
Al igual que Charles Le Brun (1619-1690), pintor y teórico del arte francés, los restos del primer presidente del parlamento de París, Jean de Selve (1465-1529), fueron inhumados en la iglesia de Saint-Nicolas-du-Chardonnet.

## Clérigos
| Cargo    | Nombre                  | Mandato   |
| -------- | ----------------------- | --------- |
| Monseñor | François Ducaud-Bourget | 1977-1984 |
| Abate    | Philippe Laguérie       | 1984-1997 |
| Abate    | Christian Bouchacourt   | 1997-2003 |
| Abate    | Xavier Beauvais         | 2003-2014 |
| Abate    | Patrick de La Rocque    | 2014-     |

### Documentales
- Abbé Bernard Lorber, St-Nicolas-du-Chardonnet, 30 ans après. Chardons toujours ardents. Documental sobre la historia de St-Nicolas-du-Chardonnet. Video montaje de Matthias Barbier. Entrevistas al monseñor Ducaud-Bourget, al abate Louis Coache, al arzobispo Marcel Lefebvre y al padre Congar. París, Saint-Nicolas, 2007 (DVD, 115 minutos).